# Cicloplegia

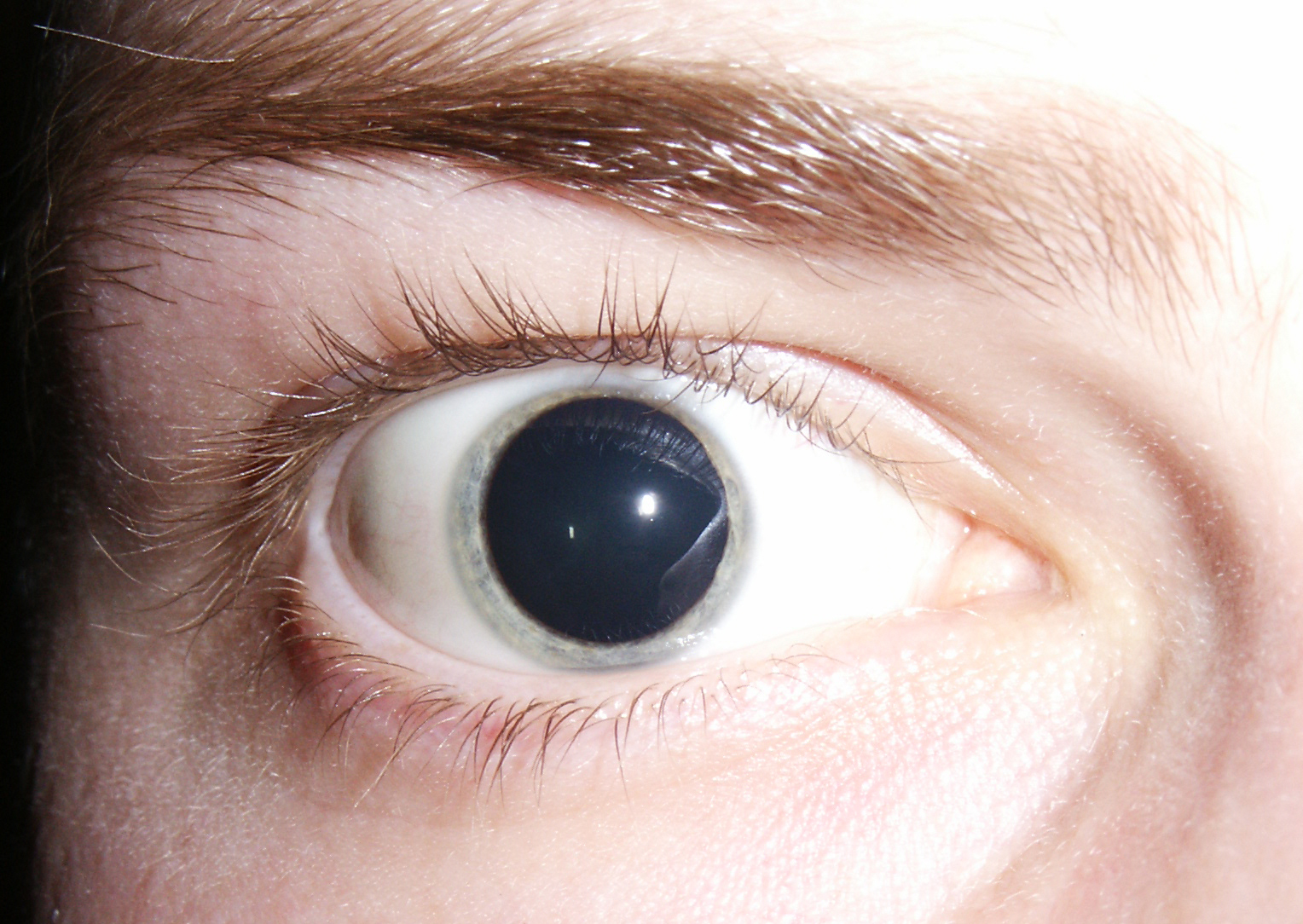
Dilatação da pupila (midríase) causado pela instilação de ciclopentolato.

Cicloplegia é a paralisia do músculo ciliar do olho, resultando na perda da capacidade de acomodação.

## Descrição
Por causa da paralisia do músculo ciliar, a curvatura da lente deixa de poder ser ajustada para focar objetos próximos. Daí resultam sintomas semelhantes aos causados pela presbiopia, situação em que a lente perdeu a elasticidade e também não se pode focar sobre objetos próximos. A cicloplegia acompanhada de midríase (dilatação da pupila) é geralmente devida à aplicação tópica de antagonistas muscarínicos como a atropina e ciclopentolato.
A cicloplegia é frequentemente induzida, através da aplicação de alcaloides derivados da beladona, para permitir realizar exames oftalmológicos, como determinar o erro de refração do olho.

## Gestão
As drogas cicloplégicas são geralmente bloqueadores do receptor muscarínico. Estes incluem atropina, ciclopentolato, homatropina, bromidrato de escarossamina e tropicamida. São indicados para uso em refractometria ocular (para paralisar o músculo ciliar para determinar o verdadeiro erro de refracção do olho) e o tratamento da uveíte. Todos os cicloplégicos são também agentes midriáticos (dilatação da pupila) e são usados como tal durante o exame ocular para melhor visualização da retina.
Quando drogas cicloplégicas são usadas como midriáticas para dilatar a pupila, a pupila no olho normal recupera sua função quando as drogas são metabolizadas ou levadas embora. Algumas drogas cicloplégicas podem causar dilatação da pupila por vários dias. Normalmente, os usados por oftalmologistas ou optometristas se desgastam em horas, mas quando o paciente deixa o consultório, são fornecidos óculos de sol fortes para o conforto.